# Narbonne
Narbonne (occitană Narbona) este un oraș în Franța, sub-prefectură a departamentului Aude în regiunea Languedoc-Roussillon.

## Istorie

### Antichitate
Romanii au fondat în 118 î.Hr. o colonie romană cu numele de Colonia Narbo Martius. Era situată pe Via Domitia, primul drum roman din Galia, care permitea legarea Italiei de Spania. Înainte de această perioadă, Narbonne era un stabiliment comercial legat de oppidum-ul de la Montlaurès (la patru kilometri la nord de orașul actual), capitala elisycilor, un popor autohton instalat de mult timp, celtizat cu puțin înainte de cucerirea romană.
În 45 î.Hr., Iulius Caesar i-a instalat la Narbonne pe verteranii din legiunea a X-a ecvestră. În 27 î.Hr., Octavianus Augustus a făcut o vizită în oraș, iar în anul 22 î.Hr., a stabilit aici capitala provinciei romane Gallia Narbonensis. Până la sfârșitul Antichității romane a rămas unul dintre cele mai importante orașe din Galia; Strabon scria chiar că era primul oraș din Galia. Portul antic din Narbonne este considerat ca al doilea port al Imperiului Roman la Mediterana nord-occidentală, după Ostia, portul Romei. În primele două secole ale erei creștine, suprafața sa se apropia de 100 de hectare, ceea ce a condus să se estimeze populația la în jur de 35.000 de locuitori.
După distrugerea orașului, în 145, de către un incendiu accidental, împăratul Antoninus Pius a dispus reconstruirea Narbonnei în 160 și a extins rețeaua rutieră din Gallia Narbonensis.